# Cacia xenoceroides
Cacia xenoceroides är en skalbaggsart som beskrevs av Heller 1915. Cacia xenoceroides ingår i släktet Cacia och familjen långhorningar.
Artens utbredningsområde är Filippinerna. Inga underarter finns listade.